# Edoardo live
Edoardo live è il 2º album dal vivo del cantautore italiano Edoardo Bennato, pubblicato per la Virgin Records nell'estate del 1987. Dopo una serie di concerti, il disco esce nei negozi e raggiunge un buon successo di vendite.
La versione CD contiene in più le registrazioni dal vivo di È goal! e La città obliqua, e come traccia conclusiva c'è un remix di Chi beve, chi beve, proveniente da un maxi singolo pubblicato in Spagna.

## Tracce versione LP
LATO "A"
1. Meno male che adesso non c'è Nerone
2. Quando sarai grande
3. La fata
4. Nisida

LATO "B"
1. Chissà chissà!
2. Mestieri che s'inventano
3. In fila per tre
4. Il rock del Capitan Uncino

LATO "C"
1. Cantautore
2. L'isola che non c'è
3. Una settimana un giorno
4. Detto tra noi

LATO "D"
1. Guarda là
2. Tu vuoi l'America
3. Vai Milano vai Milano
4. Sono solo canzonette / Il gatto e la volpe / OK Italia

## Tracce versione CD
1. Meno male che adesso non c'è Nerone
2. Quando sarai grande
3. La fata
4. Nisida
5. Chissà chissà!
6. Mestieri che s'inventano
7. In fila per tre
8. Il rock del capitan Uncino
9. Cantautore
10. L'isola che non c'è
11. Una settimana un giorno
12. Detto tra noi
13. È goal!
14. Guarda là
15. Tu vuoi l'America
16. La città obliqua
17. Vai Milano vai Milano
18. Sono solo canzonette / Il gatto e la volpe / OK Italia
19. Chi beve chi beve

## Musicisti
- Edoardo Bennato (voce, chitarra e armonica a bocca)
- Luciano Ninzatti (chitarra)
- Mauro Spina (batteria)
- Stefano Melone (tastiere)
- Roberto Melone (basso)
- Peppe Russo (sax)